# Aristolochia foetida
Aristolochia foetida är en piprankeväxtart som beskrevs av Carl Sigismund Kunth. Aristolochia foetida ingår i släktet piprankor, och familjen piprankeväxter. Inga underarter finns listade i Catalogue of Life.